# Otitoma kwandangensis
Otitoma kwandangensis é uma espécie de gastrópode do gênero Otitoma, pertencente a família Pseudomelatomidae.